# Estádio Municipal Francisco Marques Figueira
O Estádio Municipal Francisco Marques Figueira, popularmente conhecido por Suzanão, é um estádio brasileiro de futebol, localizado na cidade de Suzano, no estado de São Paulo. Pertence à prefeitura e atualmente recebe jogos do Esporte Clube União Suzano e do União Suzano Atlético Clube, além de sediar partidas da Copa São Paulo de Futebol Jr.